# Стойна Бавчанка
Стойна Найдова, по мъж Иванова Димова, известна като Бавчанка, също Бафчанка или Комитката, е българска революционерка, деятелка на Вътрешната македоно-одринска революционна организация.

## Биография
Родена е в 1845 година в големия български македонски град Прилеп, тогава в Османската империя. Жени се за Иван Димов, който държи кръчма в Прилеп. Заедно с Иван има няколко деца - учителите и революционери Атанас Иванов, Кочо Иванов и Мария Иванова. Стойна Бавчанка става главна организаторка на ВМОРО в Прилепско. Къщата ѝ е основен център на организацията в града - в нея се укриват войводи, лекуват се болни и ранени четници, отсядат куриери и се издава революционният вестник „Шило“.
В 1908 година семейството на Стойна Бавчанка се изселва в столицата на Свободна България София.
Умира на 10 септември 1927 година в София.
Стойна Бавчанка е използвана от Димитър Талев за събирателния образ на българската жена в романа му „Железният светилник“.